# Polarfront
Polarfronten er grænsen mellem den kolde luftmasse over nordpolen og den varme luft over ækvator.
Polarfronten ligger ikke stille, men bevæger sig i bølger rundt om jorden.
Om sommeren bliver den kolde sektor om nordpolen mindre, hvorved polarfronten bevæger sig nordpå. Om vinteren bliver den kolde sektor større, og polarfronten ligger sydligere.
Langs polarfronten opstår der lavtryk (vandrende lavtryk). Det er disse lavtryk, der fører til uroligt vejr over Danmark.

## Link til danske sider med relevans for emnet
http://www.egaa-gym.dk/nr/geografi/Roholt/Klimatologi/vejrleksikon/lexindex.html (Webside+ikke+længere+tilgængelig) [Niels Roholdts vejrleksikon]